# Rusa (zoologia)
Rusa C. H. Smith, 1827 è un genere della famiglia dei Cervidi originario dell'Asia meridionale. In passato le specie di questo genere venivano classificate in Cervus, e le analisi genetiche fanno ipotizzare che la vecchia classificazione sia più appropriata rispetto alla attuale.
Tre delle quattro specie occupano areali piuttosto limitati, estesi alle Filippine e all'Indonesia, ma il sambar è più diffuso; il suo areale si estende, infatti, dall'India fino alla Cina, a nord, e alle Grandi Isole della Sonda, a sud. Nella loro zona di origine tutte e quattro le specie sono minacciate dalla perdita dell'habitat e dalla caccia, ma tre di esse sono state introdotte con successo altrove.

## Specie
Secondo la terza edizione di Mammal Species of the World (2005), il genere Rucervus comprende quattro specie:
- Rusa alfredi Sclater, 1870 - cervo macchiato delle Visayas;
- Rusa marianna (Desmarest, 1822) - cervo delle Filippine;
- Rusa timorensis (de Blainville, 1822) - sambar dalla criniera;
- Rusa unicolor (Kerr, 1792) - sambar.